# Digitaria coenicola
Digitaria coenicola är en gräsart som först beskrevs av Ferdinand von Mueller, och fick sitt nu gällande namn av Dorothy Kate Hughes. Digitaria coenicola ingår i släktet fingerhirser, och familjen gräs. Inga underarter finns listade i Catalogue of Life.